# Portela das Cabras
Portela das Cabras is een plaats (freguesia) in de Portugese gemeente Vila Verde en telt 256 inwoners (2001).